# Barbara Radziwiłł
Barbara Radziwiłł (poljski: Barbara Radziwiłłówna, litvanski: Barbora Radvilaitė, ruski: Барбара Радзивилл, Vilnius, 6. prosinca 1520./'23. - Krakov, 8. svibnja 1551.) bila je kraljica Poljske i velika vojvotkinja Litve kao supruga Žigmunda II. Augusta, posljednjega muškoga monarha dinastije Jagelovića.
Barbara, rasna ljepotica iz plemićke obitelji, oca Litvanca i majke Poljakinje, rano je ostala udovica nakon prvoga braka s litavskim plemićem Stanislovasom Goštautasom, te je postala ljubavnica kralju Žigmundu II. Augustu, najvjerojatnije 1543. godine, a vjenčali su se nakon smrti Žigmundove supruge (umrla je 1545.), u tajnosti u srpnju ili kolovozu 1547.
Brak je izazvao skandal; žestoko su se protivili poljski plemići, uključujući kraljicu majku Bonu Sforza. Žigmund II. August, uz pomoć Barbarina rođaka Mikołaja "Crnoga" Radziwiłła i brata Mikołaja "Crvenoga" Radziwiłła, neumorno je radio kako bi legalizirao svoj brak i okrunio Barbaru kao kraljicu Poljske. Uspjeli su, a Barbara je okrunjena 7. prosinca 1550. u katedrali Wawelu Krakovu. Međutim, njezino zdravlje već je bilo ozbiljno narušeno i umrla je samo pet mjeseci kasnije. Iako je bila kratka, njezina je vladavina pomogla obitelji Radziwiłł na uspinjanje u političkoj moći i utjecaju.
Njezini su suvremenici uglavnom gledali Barbaru u negativnom svjetlu, optužujući je za promiskuitet i čarobnjaštvo. Njezin život bio je okružen brojnim glasinama i mitovima. Bila je junakinja mnogih legendi u širokom rasponu književnih djela. Od 18. stoljeća, život Barbare postao je romantičan kao velika tragična ljubavna veza. Koristi se kao primjer "ljubavi koja osvaja sve", a Bona Sforza često se prikazuje kao glavni negativac. Priča o Barbari je uhvatila javnu maštu i inspirirala mnoge umjetnike da stvaraju pjesme, drame, filmove i druga djela. Time je Barbara Radziwiłł postala jedna od najpoznatijih žena u povijesti Velikog Vojvodstva Litve i Kraljevine Poljske.